# Готорнс
«Го́торнс» (англ. «The Hawthorns») — футбольний стадіон у Вест-Бромвічі, Англія. Домашній стадіон клубу «Вест-Бромвіч Альбіон» з 1900 року, став шостим стадіоном, який використовував цей клуб. Він став останнім стадіоном Футбольної ліги, який був побудований в XIX столітті. При своїй висоті в 168 метрів над рівнем моря є найвище розташованим стадіоном з усіх, які належать 92 клубам Прем'єр-ліги і Футбольної ліги. Місткість стадіону становить 26 272 чоловік.